# Шаньци

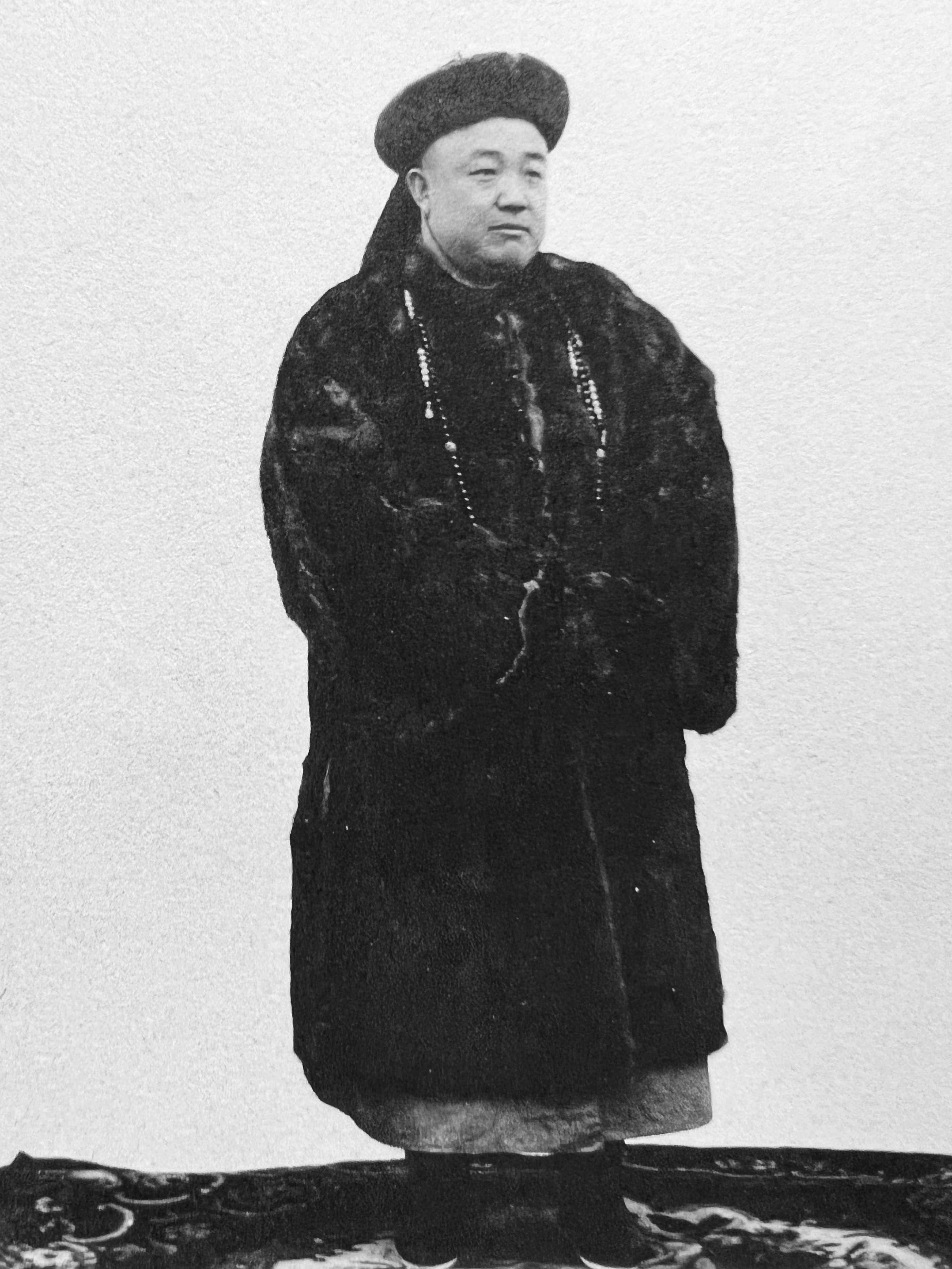
Шаньци, 10-й князь Су

Шаньци (кит. 善耆; 5 октября 1866 — 29 марта 1922) — маньчжурский принц клана Айсин Гёро, правящего клана династии Цин, а также министр Цинской империи. Последний (10-й) князь Су (1898—1922). Принадлежал к Белому знамени с каймой. Второе имя — Айтан (艾堂)

## Биография

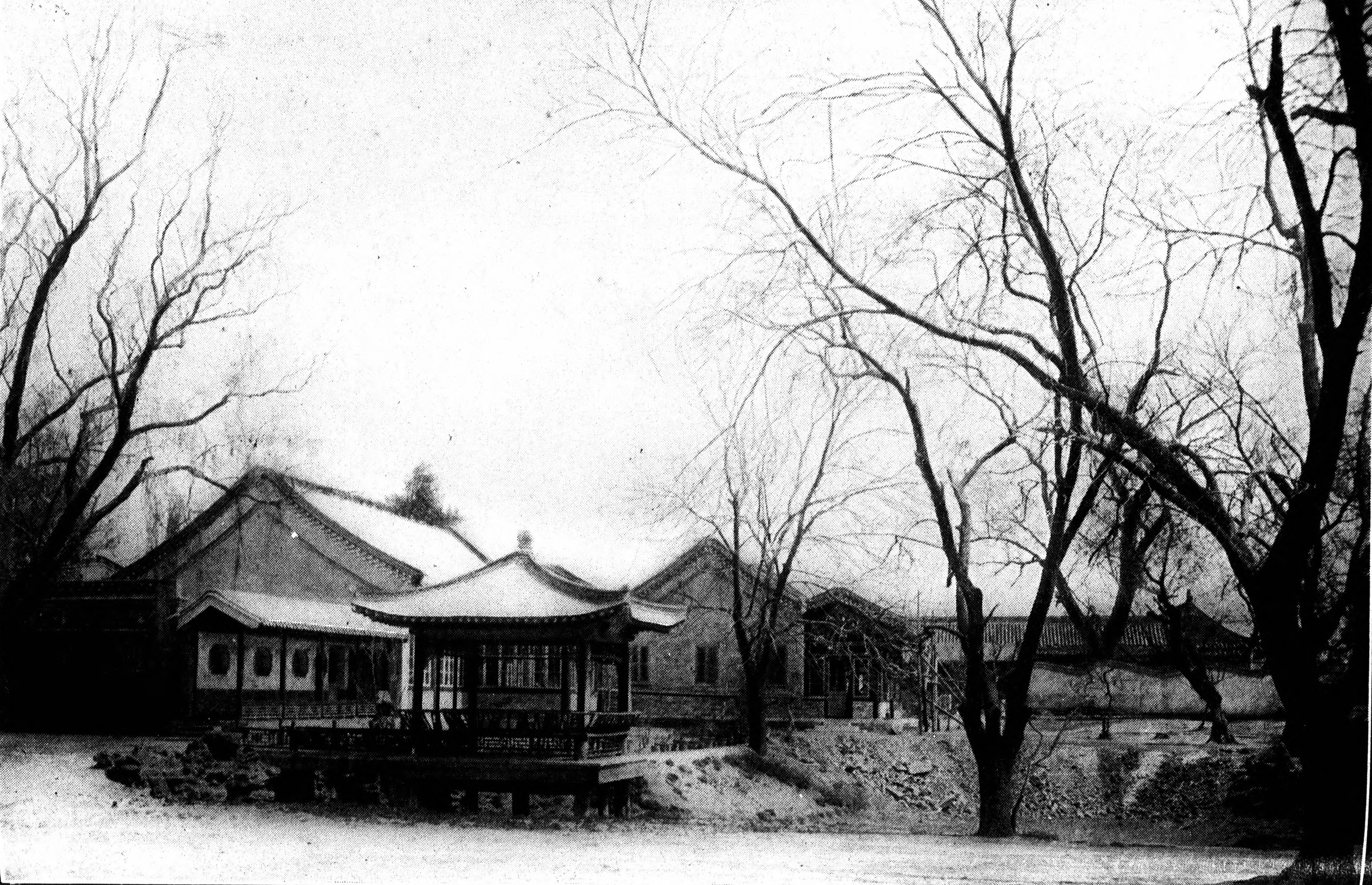
Резиденция князей Су (Suwang Fu)

Шаньци родился 5 октября 1866 года (27 августа по китайскому лунному календарю) в Пекине. Сын Лунциня (肃良亲王 隆勤; 1840—1898), 9-го князя Су первого ранга (1870—1898). Его матерью была дама из маньчжурского клана Лигия (李佳氏). Шаньци был принцем Су в десятом поколении и потомком Хаогэ (1609—1648), 1-го князя Су. Хаогэ был старшим сыном второго цинского императора Хунтайцзи, и его поддержали «Желтые знамена» в его стремлении стать императором после его смерти. Однако после решения собрания маньчжурской знати и властей в 1643 году малолетний принц Фулинь, девятый сын Хунтайцзи, был избран императором (став императором Шуньчжи, а Хаогэ сохранил свой пост принца Су.
Шаньци служил налоговым контролером Чунвэньмэнь, командующим армией, членом Министерства гражданских дел и одним из первых руководителей пекинской жандармерии и полицейской системы Цин. Во времена поздней династии Цин существовало движение за Конституцию. В последние годы правления императора Гуансюя Шаньци, как известно, симпатизировал революционерам. В первые дни правления императора Сюаньтуна (Пу И), когда были раскрыты планы Ван Чжаомина убить регента Цзайфэна, Шаньци был допрошен Цзайфэном.
В 1908 году Шанци присоединился к группе, руководившей Адмиралтейством (хайцзюнь ямен). Он был знаком с маньчжурским Цзиньляном. Он отбывал сроки в Министерстве внутренних дел, когда развивал жандармерию, и в Министерстве зависимых территорий. Эти термины пересекались. Он занимал должность Bujun tongling (глава жандармерии). В начале 1909 года Шаньци, как глава отдела по гражданским делам, разработал план по сокращению административных расходов и уделению большего внимания полицейскому персоналу, чтобы сократить расходы на полицию в целом. Это привело к удалению и замене должностей Гуйчана и Циюаня в полиции.
После Синьхайской революции Шаньци сформировал костяк Роялистской партии, провозгласив свой «официальный долг перед господином» (цзюньчэнь дайи). Шаньци отказался принять отречение Сюаньтуна и был контрабандой переправлен в японскую концессию Порт-Артура на Квантунской арендованной территории. В 1912 году Шаньци заручился поддержкой Японии в создании независимого маньчжурского государства под руководством Пу И вместе со своей 14-й дочерью Джин Бихуи, которую он разрешил усыновить Кавасима Нанива (Джин Бихуи изменила свое имя на Йошико Кавасима, чтобы отразить это). Однако этот план провалился, когда японцы отказались от своей поддержки в пользу работы с Юань Шикаем.
До и после маньчжурской реставрации Чжан Сюня в 1917 году было начато два маньчжурско-монгольских движения за независимость, оба из которых закончились неудачей. Шаньци был вовлечен в первый. Маньчжурско-монгольское движение за независимость 1916 года, поддержанное бизнесменом Окура Кихатиро, включало инвестиции в один миллион иен в партию роялистов, которая держала в Маньчжурии армию, состоящую из реставраторов и монгольских бандитов. Эти средства пошли на закупку и транспортировку оружия. Генерал Танака Гиити должен был помочь ему захватить Мукден и создать маньчжурское государство к северу от Великой стены, в конечном итоге нанеся удар по Пекину. Это восстание должно было начаться 15 апреля 1916 года и приурочено к Войне за национальную защиту. Однако, поскольку Танака не смог вовремя получить оружие, 4 апреля он приостановил операции. После смерти Юань Шикая японцы решили, что если новый президент Китая Ли Юаньхун, был отзывчив к японцам, Япония окажет свою поддержку китайскому правительству. Министерство иностранных дел Японии, которое хотело ликвидировать маньчжуро-монгольское движение за независимость, достигло соглашения с Кавасима Нанива. Люди Шаньци должны были быть расформированы через 16 дней после соглашения. Предоставленные ему ссуды должны были быть продолжены, но 215 000 иен, использованные Кавасимой, будут вычтены. 7 сентября движение было официально распущено.
В 1922 году Шаньци умер в Люшуне. Его тело перевезли на кладбище принцев Су в Пекине. При жизни Шанци так и не примирился с Китайской Республикой. Из-за его верности (чжун) Пу И его посмертно назвали принцем Су Чжун (肅 忠 親 王, Су Чжун Циньван).

## Семья
Шанци был женат на даме из маньчжурского клана Хешери (принцесса-консорт) и имел еще четырех наложниц. У него был 21 сын, наиболее известным из которых был его старший сын Сяньчжан и седьмой сын Джин Бидун. У него также было 17 дочерей, наиболее известными из которых были его 14-я дочь Джин Бихуи и 17-я дочь Джин Мою.